# کاراکویو (دینار)
کاراکویو (به ترکی استانبولی: Karakuyu) یک منطقهٔ مسکونی در ترکیه است که در دینار (شهر) واقع شده‌است.